# Manania hexaradiata
Manania hexaradiata is een neteldier uit de klasse Staurozoa. 
Het dier komt uit het geslacht Manania en behoort tot de familie Depastridae. Manania hexaradiata werd in 1907 voor het eerst wetenschappelijk beschreven door Broch.